# Municipio de Franklin (condado de Hendricks)
El municipio de Franklin (en inglés: Franklin Township) es un municipio ubicado en el condado de Hendricks en el estado estadounidense de Indiana. En el año 2010 tenía una población de 1297 habitantes y una densidad poblacional de 18,9 personas por km².

## Geografía
El municipio de Franklin se encuentra ubicado en las coordenadas 39°38′15″N 86°36′32″O / 39.63750, -86.60889. Según la Oficina del Censo de los Estados Unidos, el municipio tiene una superficie total de 68.64 km², de la cual 68,22 km² corresponden a tierra firme y (0,61 %) 0,42 km² es agua.

## Demografía
Según el censo de 2010, había 1297 personas residiendo en el municipio de Franklin. La densidad de población era de 18,9 hab./km². De los 1297 habitantes, el municipio de Franklin estaba compuesto por el 98,38 % blancos, el 0,39 % eran afroamericanos, el 0,46 % eran asiáticos, el 0,23 % eran de otras razas y el 0,54 % eran de una mezcla de razas. Del total de la población el 1 % eran hispanos o latinos de cualquier raza.